# Łuszczów Pierwszy
Łuszczów Pierwszy (prononciation : [ˈwuʂt͡ʂuf ˈpjɛrfʂɨ]) est un village polonais de la gmina de Wólka dans le powiat de Lublin de la voïvodie de Lublin dans l'est de la Pologne.

## Situation
Il se situe à environ 7 kilomètres à l'est de Jakubowice Murowane (siège de la gmina) et 13 kilomètres au nord-est de Lublin (siège du powiat et capitale de la voïvodie).

## Démographie
Le village comptait approximativement une population de 881 habitants en 2014.

## Histoire
De 1975 à 1998, le village est attaché administrativement à l'ancienne Voïvodie de Lublin.

Depuis 1999, il fait partie de la nouvelle voïvodie de Lublin.